# Baradla-Domica-Höhlensystem

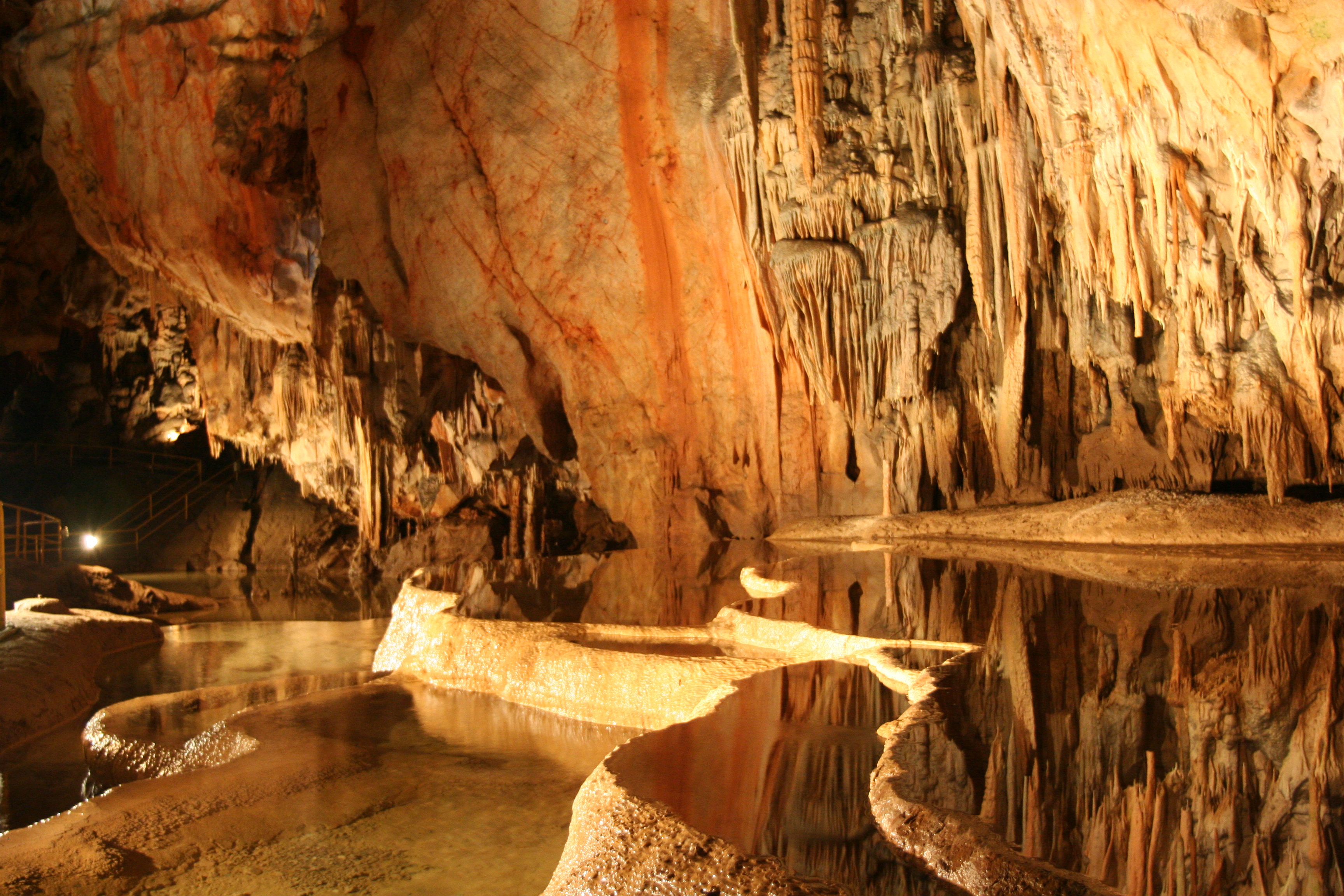
Kaskadierender See mit Stalaktiten in der Domica-Höhle

Das Baradla-Domica-Höhlensystem ist ein Tropfsteinhöhlensystem an der Grenze zwischen Ungarn und der Slowakei, etwa 50 Kilometer nordwestlich der ungarischen Stadt Miskolc und 65 Kilometer südwestlich der slowakischen Stadt Košice. Es besitzt spektakuläre Stalaktiten- und Stalagmiten-Formationen und gilt als das größte Stalaktiten-Höhlensystem Europas. Die Höhlen und ihre Umgebung wurden von Ungarn und der Slowakei zusammen zum Nationalpark erklärt und sind seit 1995 Teil des UNESCO-Weltnaturerbes Höhlen im Aggteleker und Slowakischen Karst.

## Beschreibung
Die Höhlen wurden während der letzten 2 Millionen Jahre im Aggteleker Karst gebildet. Die unterirdischen Höhlenbäche werden von elf Dolinen gespeist. Es gibt mehr als 23 Kilometer kartographisch erfasste Fußwege. Der Hauptpfad für Touristen folgt dem Verlauf des episodischen Acheron-Baches. Zu den Höhlen existieren sechs Eingänge: das Teufelsloch und zwei Eingänge bei Domica in der Slowakei sowie Eingänge bei Aggtelek, Jósvafő und dem Vörös-See in Ungarn. Die Höhlen besitzen viele weiträumige Kammern, die durch dünne Korridore miteinander verbunden sind. Die Stalaktiten und Stalagmiten zeichnen sich durch eine Vielfalt an Farben und Formen aus und bilden ein beachtliches Spektakel, das Touristen seit Anfang des 19. Jahrhunderts anzieht.